# Schróth Lajos
Schróth Lajos (Budapest, 1960. augusztus 28. –) labdarúgó, csatár, edző.

## Pályafutása
1978-ban mutatkozott be a Budafok NB II-es csapatában. Az 1979-1980-ban a Dunai Kőolajban szerepelt. 1984 és 1989 között az Újpesti Dózsa labdarúgója volt. Tagja volt az 1987-es magyar kupa-győztes és az 1989–90-es idényben bajnoki címet szerző csapatnak. 1989 őszén idény közben igazolt a spanyol Cádiz CF együtteséhez. 1992-ben a finn Valkeakosken Haka labdarúgója volt. A magyar élvonalban 129 mérkőzésen szerepelt és 13 gólt szerzett.

## Sikerei, díjai
- Magyar bajnokság
  - bajnok: 1989–90
  - 2.: 1986–87
  - 3.: 1987–88
- Magyar kupa
  - győztes: 1987